# Lena Nuding
Lena Nuding (* 18. Februar 1993 in Ludwigsburg) ist eine deutsche ehemalige Fußballtorhüterin.

## Karriere

### Vereine
Lena Nuding begann beim SKV Hochberg mit dem Fußballspielen und wechselte über den TSV Neckargröningen und die JSG Remseck 08 im Jahr 2009 zum VfL Sindelfingen.
Zuvor hatte sie 2007 mit der Auswahl des Württembergischen Fußballverbands Platz zwei beim U-15-Länderpokal belegt und war ein Jahr später beim U-17-Länderpokal, bei dem sie mit der Mannschaft Rang drei erreichte, als beste Torhüterin ausgezeichnet worden.
Für Sindelfingen bestritt sie im Frühjahr 2010 ihre ersten Partien in der 2. Bundesliga Süd und wurde im selben Jahr mit den B-Juniorinnen Meister der B-Juniorinnen-Oberliga Baden-Württemberg.
Im Sommer 2011 wechselte die Torhüterin zum Ligakonkurrenten 1. FC Köln, mit dem ihr nach zwei Vizemeisterschaften (2012/13 und 2013/14) im Sommer 2015 als ungeschlagener Meister der Aufstieg in die Bundesliga gelang.
Während sie von 2011 bis 2014 Stammtorhüterin der Kölnerinnen war, wechselte sie sich 2014/15 mit der dänischen Nationaltorhüterin Stina Lykke Petersen im Tor ab.
Am 30. August 2015 (1. Spieltag) gab sie im Auswärtsspiel gegen Werder Bremen ihr Bundesligadebüt, wurde bei der 2:6-Niederlage jedoch in der 89. Minute mit einer roten Karte vom Platz gestellt.
Im Sommer 2016 wechselte sie zum MSV Duisburg.
Seit der Saison 2018/19 spielt sie beim SC Freiburg.
Durch den Wechsel von Merle Frohms nach Frankfurt wurde Nuding in der Saison 2020/21 die Nummer eins beim Sport-Club, verlor in der Saison darauf jedoch ihren Status als Stammtorhüterin an Rafaela Borggräfe. Im Sommer 2022 verletzte sie sich an der Hand. In der Rückrunde der Saison 2022/23 kehrte Nuding ins Tor zurück, um die erkrankte Borggräfe zu vertreten. Im Ligaspiel beim MSV Duisburg verletzte sie sich am Knie und verpasste dadurch das DFB-Pokalfinale, das vier Tage später stattfand. Gabrielle Lambert vertrat Nuding im Pokalfinale und in den letzten Ligaspielen.
Fortan blieb sie in der Bundesliga Ersatztorhüterin hinter Borggräfe und absolvierte sporadisch Einsätze in Freiburgs zweiter Mannschaft. Im Heimspiel gegen den VfL Wolfsburg im April 2025 kam sie erstmals nach zwei Jahren wieder zu einem Bundesligaeinsatz. Beim 3:2-Erfolg gegen Werder Bremen wurde sie erneut eingesetzt und beendete anschließend ihre aktive Karriere.

### Nationalmannschaft
Nuding durchlief von 2008 bis 2012 die Nachwuchsauswahlen des DFB. Mit der U16-Nationalmannschaft nahm sie 2009 am Turnier um den Nordic Cup teil und belegte nach einer 1:2-Finalniederlage gegen die Auswahl Schwedens Rang zwei.
Im Folgejahr erreichte sie mit der Europameisterschaft in Nyon Platz drei und qualifizierte sich damit für die im selben Jahr stattfindende Weltmeisterschaft in Trinidad und Tobago, wo sie mit der Mannschaft im Viertelfinale an der Auswahl Nordkoreas scheiterte. Nuding kam dabei in drei der vier Turnierpartien zum Einsatz. Zuletzt stand sie 2012 in drei Partien für die U19-Nationalmannschaft im Tor.

## Erfolge
- Dritter der U17-Europameisterschaft 2010
- DFB-Pokal-Finalist 2019, 2023 (mit dem SC Freiburg; 2023 ohne Einsatz)
- Meister 2. Bundesliga Süd 2015 und Aufstieg in die Bundesliga (mit dem 1. FC Köln)
- Länderpokal: Zweiter 2007 (U-15), Dritter 2008 (U-17) (mit der Auswahl des Württembergischen Fußballverbands)

## Sonstiges
Nuding ist Referentin für Wettkampfsport in der Freiburger Turnerschaft von 1844. Sie schloss 2019 ihren Master in Sportwissenschaften ab.